# العلاقات الأردنية الليختنشتانية
العلاقات الأردنية الليختنشتانية هي العلاقات الثنائية التي تجمع بين الأردن وليختنشتاين.

## مقارنة بين البلدين
هذه مقارنة عامة ومرجعية للدولتين:
| وجه المقارنة                                              | الأردن                   | ليختنشتاين                                 |
| --------------------------------------------------------- | ------------------------ | ------------------------------------------ |
| المساحة (كم2)                                             | 89.34 ألف                | 16                                         |
| عدد السكان (نسمة)                                         | 9.81 مليون               | 37.47 ألف                                  |
| الكثافة السكانية (ن./كم²)                                 | 109.81                   | 234.19 ألف                                 |
| العاصمة                                                   | عمان                     | فادوتس                                     |
| اللغة الرسمية                                             | اللغة العربية            | اللغة الألمانية                            |
| العملة                                                    | دينار أردني              | فرنك سويسري                                |
| الناتج المحلي الإجمالي (بليون دولار)                      | 40.07 مليار              | 6.29 مليار                                 |
| الناتج المحلي الإجمالي (تعادل القوة الشرائية) بليون دولار | 82.80 مليار              |                                            |
| الناتج المحلي الإجمالي الاسمي للفرد دولار أمريكي          | 4.94 ألف                 |                                            |
| الناتج المحلي الإجمالي للفرد دولار أمريكي                 | 12.05 ألف                |                                            |
| مؤشر التنمية البشرية                                      | 0.748                    | 0.908                                      |
| رمز المكالمات الدولي                                      | +962                     | +423                                       |
| رمز الإنترنت                                              | .jo                      | .li                                        |
| المنطقة الزمنية                                           | ت ع م+02:00، ت ع م+03:00 | توقيت وسط أوروبا، ت ع م+01:00، ت ع م+02:00 |

## منظمات دولية مشتركة
يشترك البلدان في عضوية مجموعة من المنظمات الدولية، منها:
| علم المنظمة | اسم المنظمة                   | تاريخ انضمام الأردن | تاريخ انضمام ليختنشتاين |
| ----------- | ----------------------------- | ------------------- | ----------------------- |
|             | الاتحاد البريدي العالمي       | ?                   | ?                       |
|             | الاتحاد الدولي للاتصالات      | 20 مايو 1947        | 25 يوليو 1963           |
|             | منظمة حظر الأسلحة الكيميائية  | ?                   | ?                       |
|             | منظمة التجارة العالمية        | ?                   | ?                       |
|             | منظمة الشرطة الجنائية الدولية | ?                   | ?                       |
|             | الأمم المتحدة                 | 14 ديسمبر 1955      | 18 سبتمبر 1990          |

## وصلات خارجية
- موقع وزارة الخارجية الأردنية